# باقلالی (ساری‌چام)
باقلالی (به ترکی استانبولی: Baklalı) یک منطقهٔ مسکونی در ترکیه است که در ساری‌چام واقع شده‌است.